# Austrobuxus cuneatus
Austrobuxus cuneatus là một loài thực vật có hoa trong họ Picrodendraceae. Loài này được (Airy Shaw) Airy Shaw mô tả khoa học đầu tiên năm 1978.